# Lucien Brulé
Pour les articles homonymes, voir Brulé.
Lucien Brulé est un acteur et directeur de théâtre français né le 26 mars 1887 à Paris 2e et mort le 19 juillet 1964 à Vaucresson (Seine-et-Oise). Il est le frère de l'acteur André Brulé (1879-1953).

## Biographie

### Jeunesse et débuts
Lucien Brulé naît le 26 mars 1887 à Paris 2e de Gabriel Lucien Brulé et Marie Claudine Grésely.

### Carrière
À la fin de sa carrière, il devient administrateur du théâtre Antoine.

### Mort
Il meurt le 19 juillet 1964 à Vaucresson (Seine-et-Oise) à l'âge de 77 ans.

### Vie privée
Lucien Brulé épouse le 28 janvier 1932 à la mairie du 19e arrondissement de Paris Marthe Blanche Sart.
Son fils, Claude (1925-2012), deviendra scénariste et directeur de la SACD entre 1988 et 1994.

## Théâtre
- 1906 : Chaîne anglaise de Camille Oudinot et Abel Hermant, théâtre du Vaudeville
- 1914 : L'Épervier de Francis de Croisset, théâtre de l'Ambigu-Comique
- 1932 : Une femme ravie de Louis Verneuil, théâtre de Paris
- 1935 : Noix de coco de Marcel Achard, mise en scène Raimu, théâtre de Paris
- 1937 : Victoria Regina de Laurence Housman, mise en scène André Brulé, théâtre de la Madeleine

## Filmographie
- 1931 : Le Juif polonais de Jean Kemm
- 1932 : La Merveilleuse Journée de Robert Wyler et Yves Mirande : Felloux
- 1932 : Le Fils improvisé de René Guissart
- 1932 : Pour vivre heureux de Claudio Della Torre
- 1932 : Simone est comme ça de Karl Anton
- 1932 : Une étoile disparaît de Robert Villers
- 1933 : Bouboule Ier, roi nègre de Léon Mathot : Bastin
- 1933 : Iris perdue et retrouvée de Louis Gasnier
- 1934 : Fedora de Louis Gasnier
- 1934 : Sapho de Léonce Perret : De Potter
- 1934 : Le Scandale de Marcel L'Herbier
- 1934 : Les Géants de la route, court métrage de Pierre-Jean Ducis
- 1935 : Le Monde où l'on s'ennuie de Jean de Marguenat : Toulonnier
- 1935 : Gaspard de Besse d'André Hugon : le président Marin
- 1937 : Les Gens du voyage de Jacques Feyder : Tino
- 1938 : Remontons les Champs-Élysées de Sacha Guitry et Robert Bibal
- 1941 : Les Petits Riens de Raymond Leboursier
- 1942 : La Belle Aventure de Marc Allégret : le curé
- 1942 : Ne le criez pas sur les toits de Jacques Daniel-Norman : l'avocat de la défense